# Dirk Bastian
Dirk Bastian (* 15. März 1968) ist ein ehemaliger deutscher Fußballspieler. Er bestritt ein Bundesligaspiel.

## Karriere
Dirk Bastian stand in der Saison 1986/87 im Profikader des FC Homburg. Am 12. Spieltag wurde er in der Partie beim VfL Bochum (0:0) in der 76. Minute für Frank Lebong eingewechselt; es blieb sein einziges Erstligaspiel. Bastian war mit 2,02 Metern der bis dahin größte Bundesligaspieler  – ein Rekord, der erst fast 15 Jahre später durch den Tschechen Jan Koller eingestellt wurde. Später bestritt Dirk Bastian von 1990 bis 1992 noch einmal 18 Zweitligaspiele für den FC Homburg.

## Einzelnachweis
1. ↑  Ganz weit oben (Seite nicht mehr abrufbar, festgestellt im April 2018. Suche in Webarchiven) Artikel von 11 Freunde vom 5. August 2010 (abgerufen am 9. März 2012)

| Personendaten    | Personendaten            |
| ---------------- | ------------------------ |
| NAME             | Bastian, Dirk            |
| KURZBESCHREIBUNG | deutscher Fußballspieler |
| GEBURTSDATUM     | 15. März 1968            |